# Malburgen-West
Malburgen-West is een wijk in Arnhem-Zuid die deel uitmaakt van de wijk Malburgen. De wijk bestaat uit 2 buurten, de woonwijk Malburgen-West en het uiterwaardengebied Meinerswijk en De Praets.

## Malburgen-West
Malburgen-West ligt op de zuidelijke oever van de Rijn, tegenover het centrum van Arnhem. Het wordt begrensd door de Malburgse Bandijk in het noorden, de oprit van de John Frostbrug (Nijmeegseweg) in het oosten, en de N225 in het westen en zuiden.
De wijk heeft een gezondheidscentrum, een kinderdagopvang, een peuterspeelzaal, een wijkcentrum en een Brede school. In het zuiden van de wijk, langs de N225, ligt Sportpark Malburgen-West waar voetbalclub MASV gevestigd is. Aan de overkant van deze weg ligt het Gelredome.
Het oudste gebouw in de wijk is het Ir. M.A. Brinkman Vissergemaal aan de Gelderse Rooslaan.

## Foto's

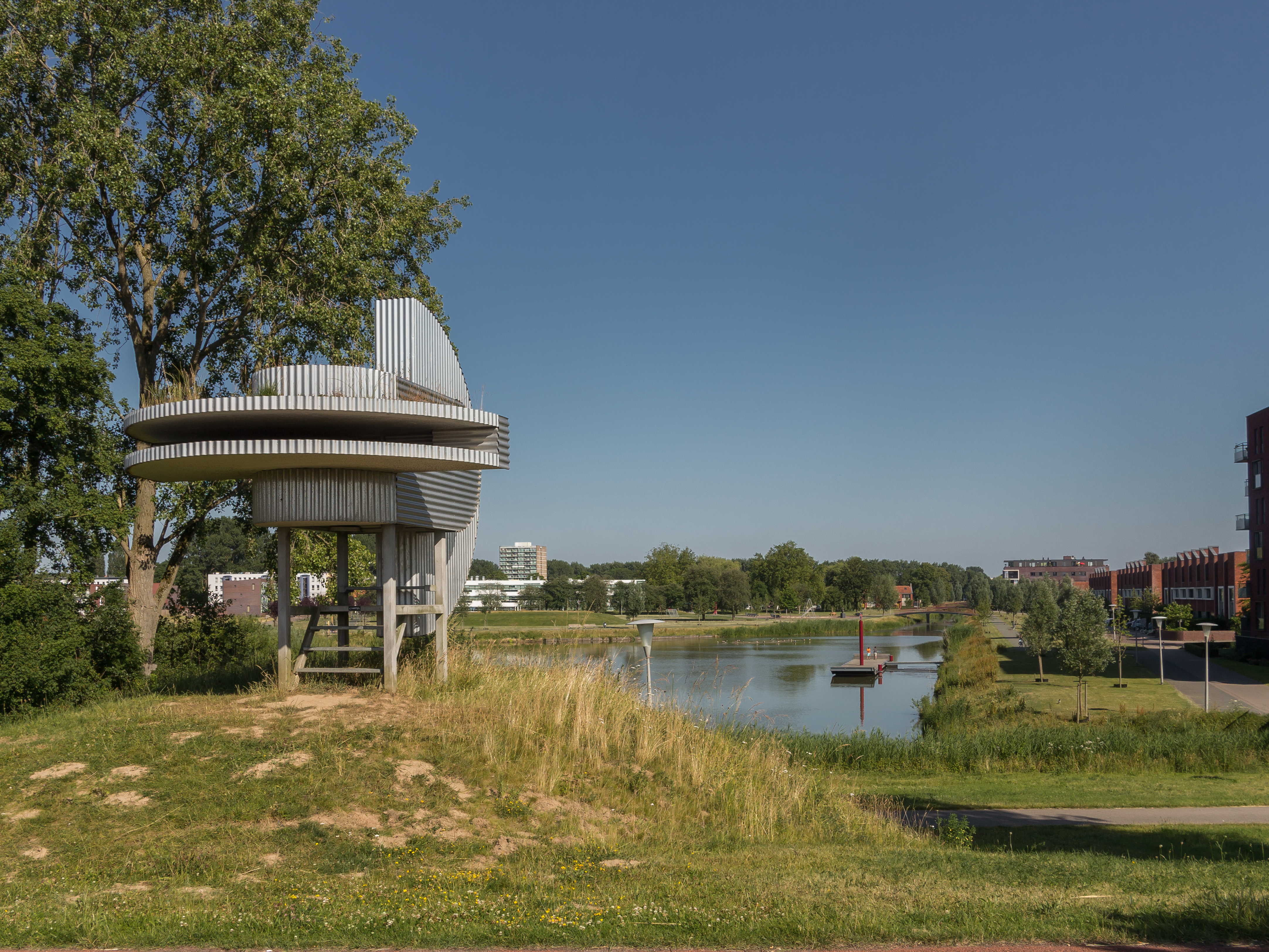
sculptuur aan de Eldenseweg-Fonteinkruidstraat
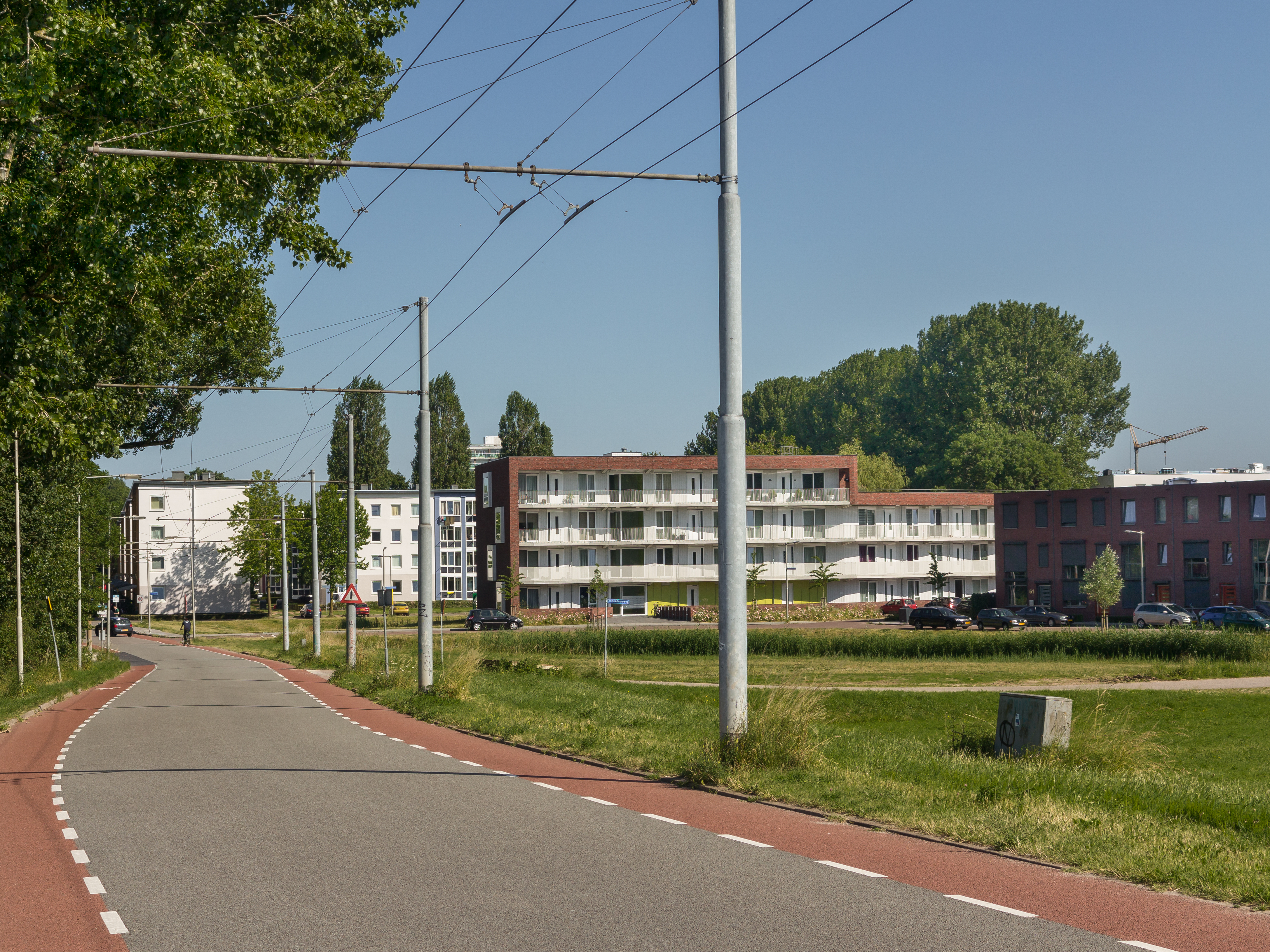
de Gelderse Rooslaan
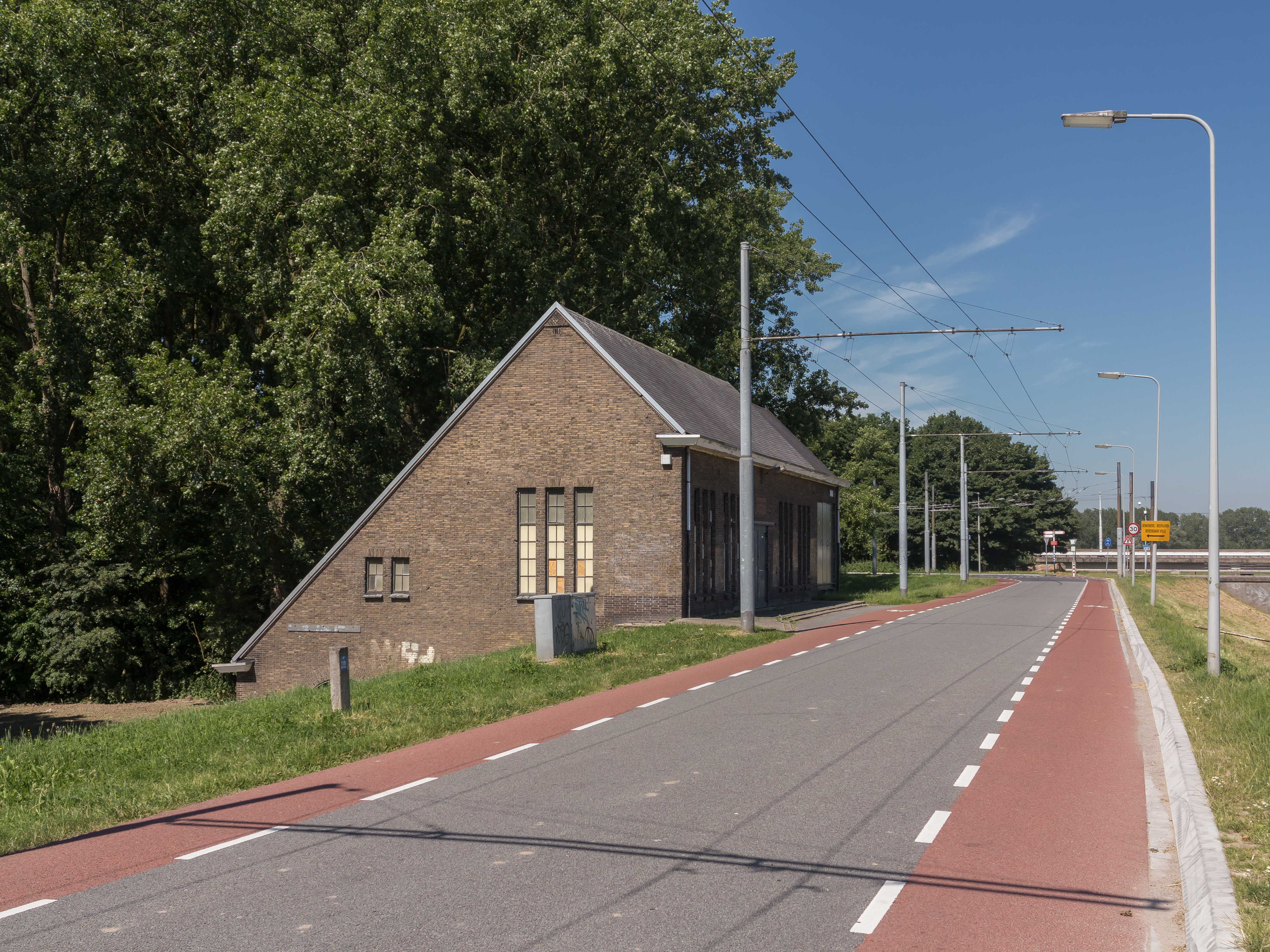
het Ir. M.A. Brinkman Vissergemaal
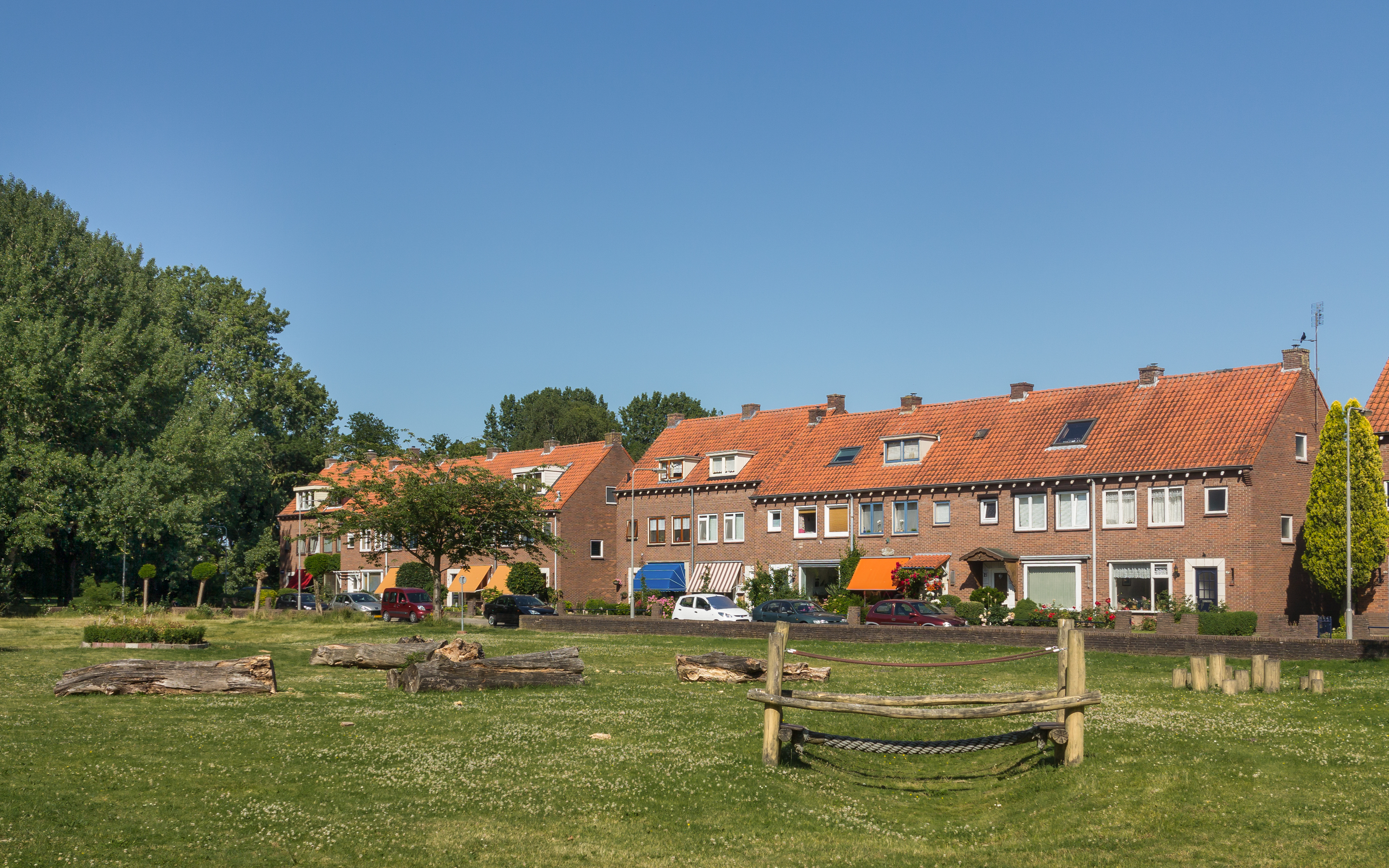
de Vlierstraat
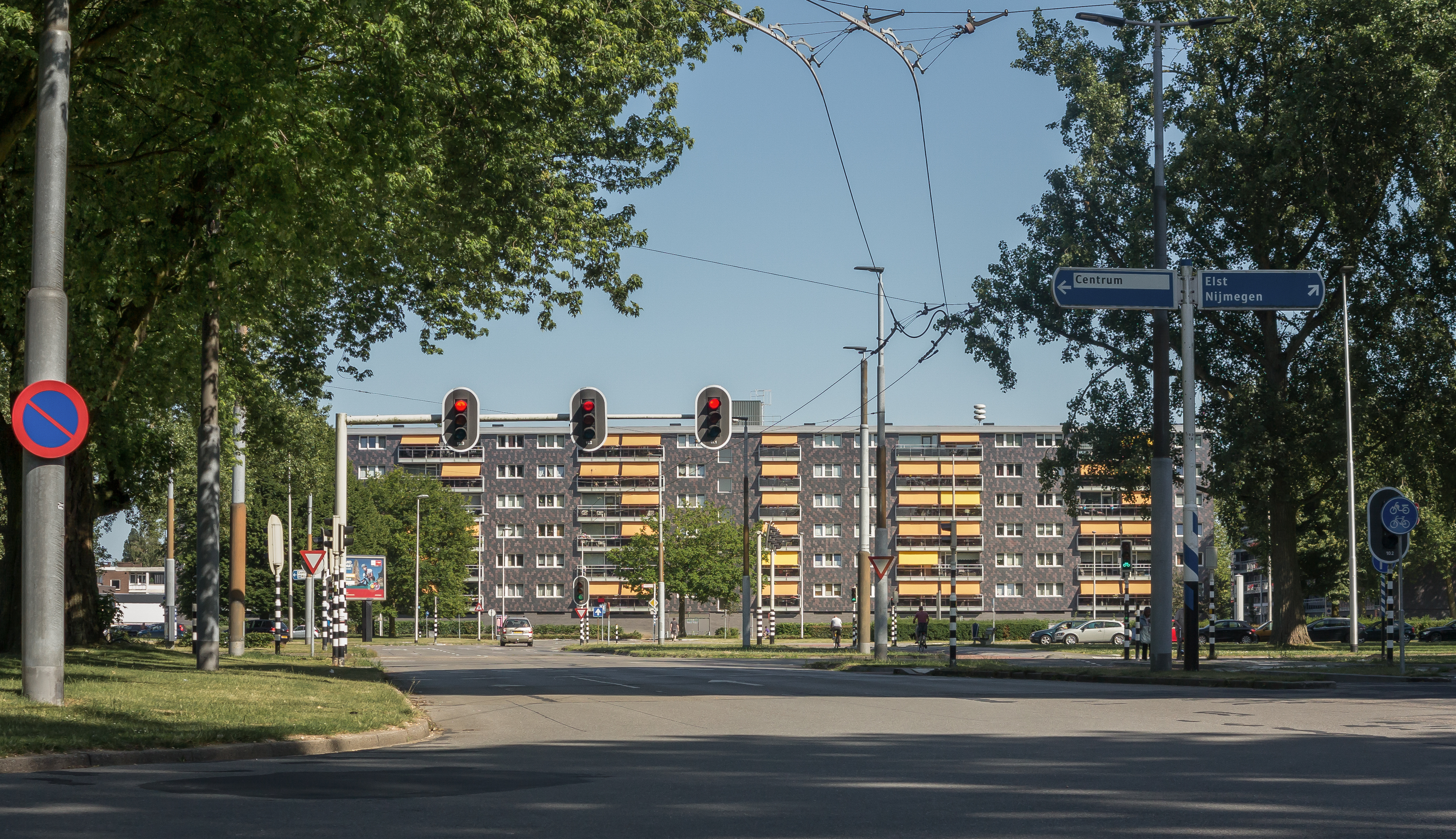
de Pinksterbloemstraat vanaf de Monchyplein
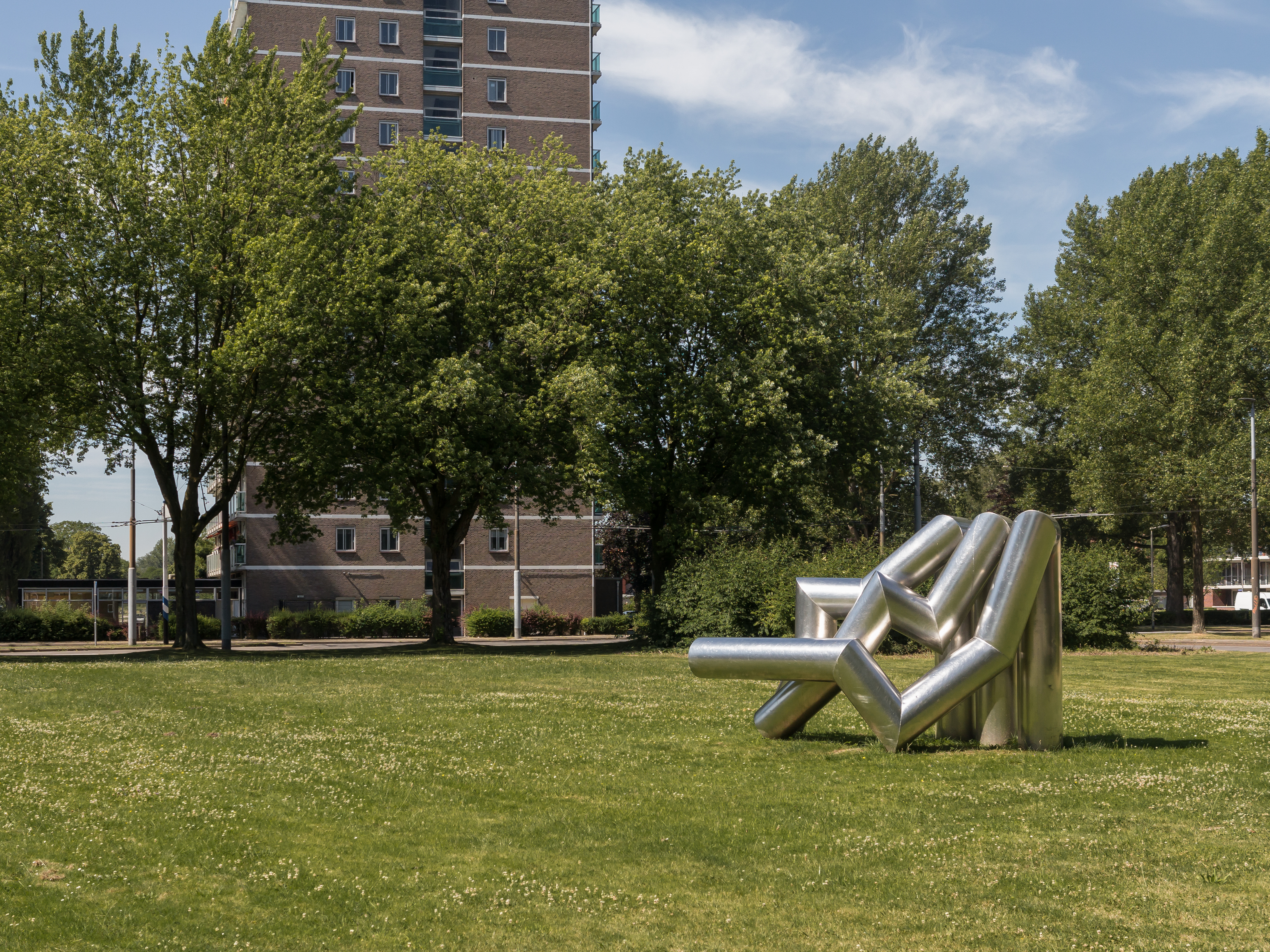
sculptuur op het De Monchyplein

## Meinerswijk en De Praets
Meinerswijk en De Praets omvat het uiterwaardengebied Stadsblokken-Meinerswijk met buurtschap De Praets. Het gebied telt 49 woningen en 157 inwoners.